# Rhyothemis pygmaea
Rhyothemis pygmaea är en trollsländeart som först beskrevs av Brauer 1867.  Rhyothemis pygmaea ingår i släktet Rhyothemis och familjen segeltrollsländor. Inga underarter finns listade i Catalogue of Life.